# アフマダーバード
アフマダーバード（英語: Ahmedabad; グジャラート語: અમદાવાદ, [ˈəmd̪ɑʋɑd̪] ( 音声ファイル), amdāvād; ヒンディー語: अहमदाबाद, ahmadābād, ウルドゥー語: احمد آباد, ヒンドゥスターニー語発音: /əɦ.mə.d̪ɑː.bɑːd̪/）はインド西部、グジャラート州の都市。
2023年の都市的地域の人口は約800.6万人であり、世界第270位、同国では第7位である。農業、綿織物業が盛ん。イスラーム教徒が比較的多く（住民の2割程度）、多くのモスクが建てられている。ジャイナ教の寺院も多い。近代的な都市で郊外に工場が多く、経済的には恵まれている。2017年に世界遺産リストに登録された。
アフマダーバード周辺には階段井戸（バーオリー）が多く見られる。

## 名称
都市の名称は、「アフマドの都市（アーバード）」を意味する。日本語での表記は英語読み"Ahmedabad" のアーメダバード、あるいはアーメダバッドなどが一般的。また現地のグジャラート語の綴り「અમદાવાદ（アムダーヴァード）」を反映して、英語でも"Amdavad"と表記される例も稀にだが存在する。

## 歴史
1411年、グジャラート・スルターン朝のアフマド・シャー1世がこの街を都と定め、現在の呼称の由来となった。
1573年、ムガル帝国の3代皇帝アクバルに征服されたことにより、同帝国の統治下におかれ、グジャラート州の州都となった。
1757年、マラーター王国の宰相バーラージー・バージー・ラーオとガーイクワード家の当主ダマージー・ラーオ・ガーイクワードがこの都市を攻撃し、帝国からマラーター同盟の支配下に移った。
1818年、イギリスの植民地支配下に入る。イギリス統治下では綿織物工業が発展した。
1915年、マハトマ・ガンディー（マハートマー・ガーンディー）はこの地にサーバルマティー・アーシュラムと称される修道場を設けた。1930年に行われた「塩の行進」もこの街が出発点であり、ガンディーの様々な活動と結びついている。現在、街にはガンディー博物館が建てられている。
1960年から1970年まで、グジャラート州の州都であった。その後、近くのガンディーナガルに代わる。

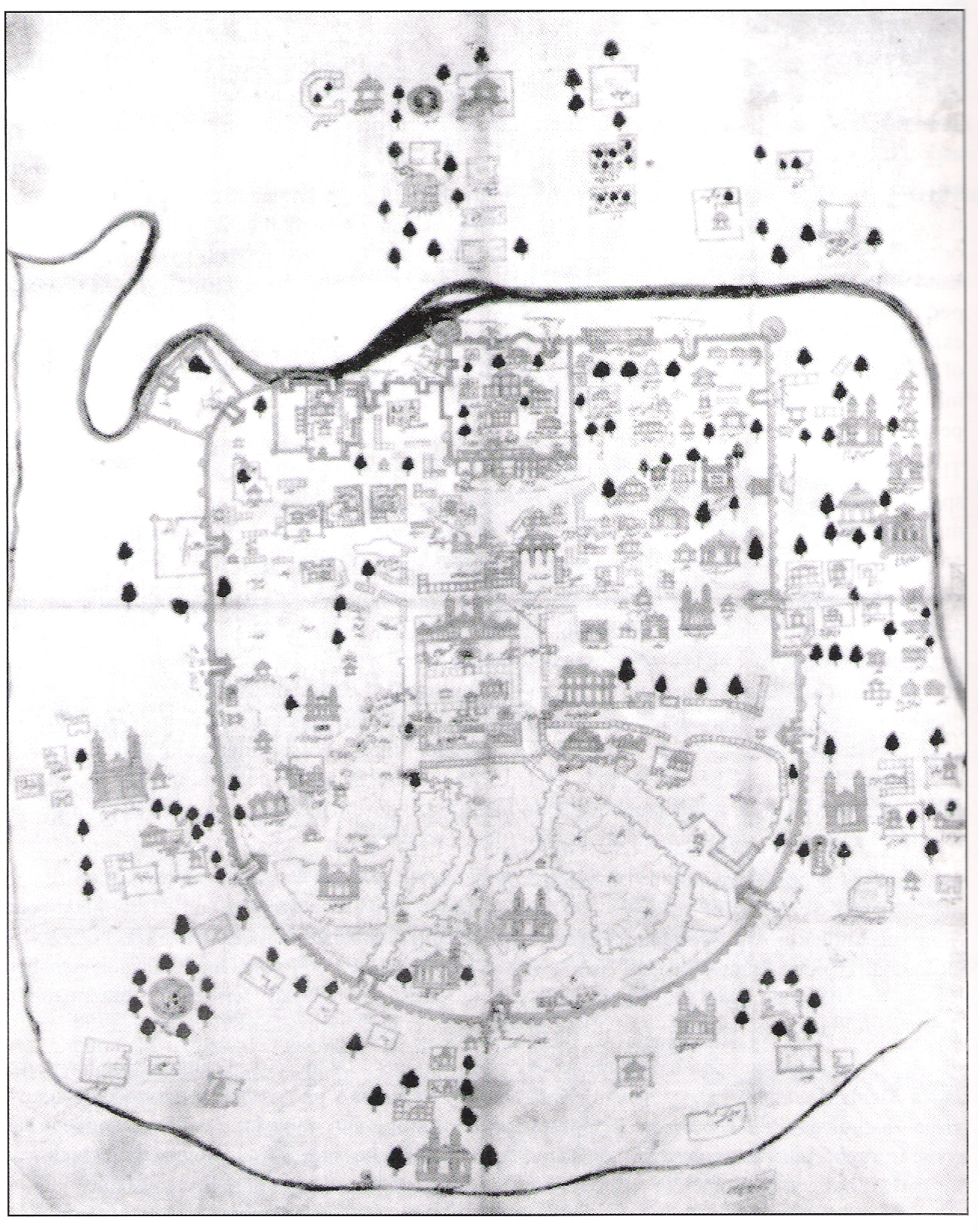
19世紀のアフマダーバード略図-城郭都市
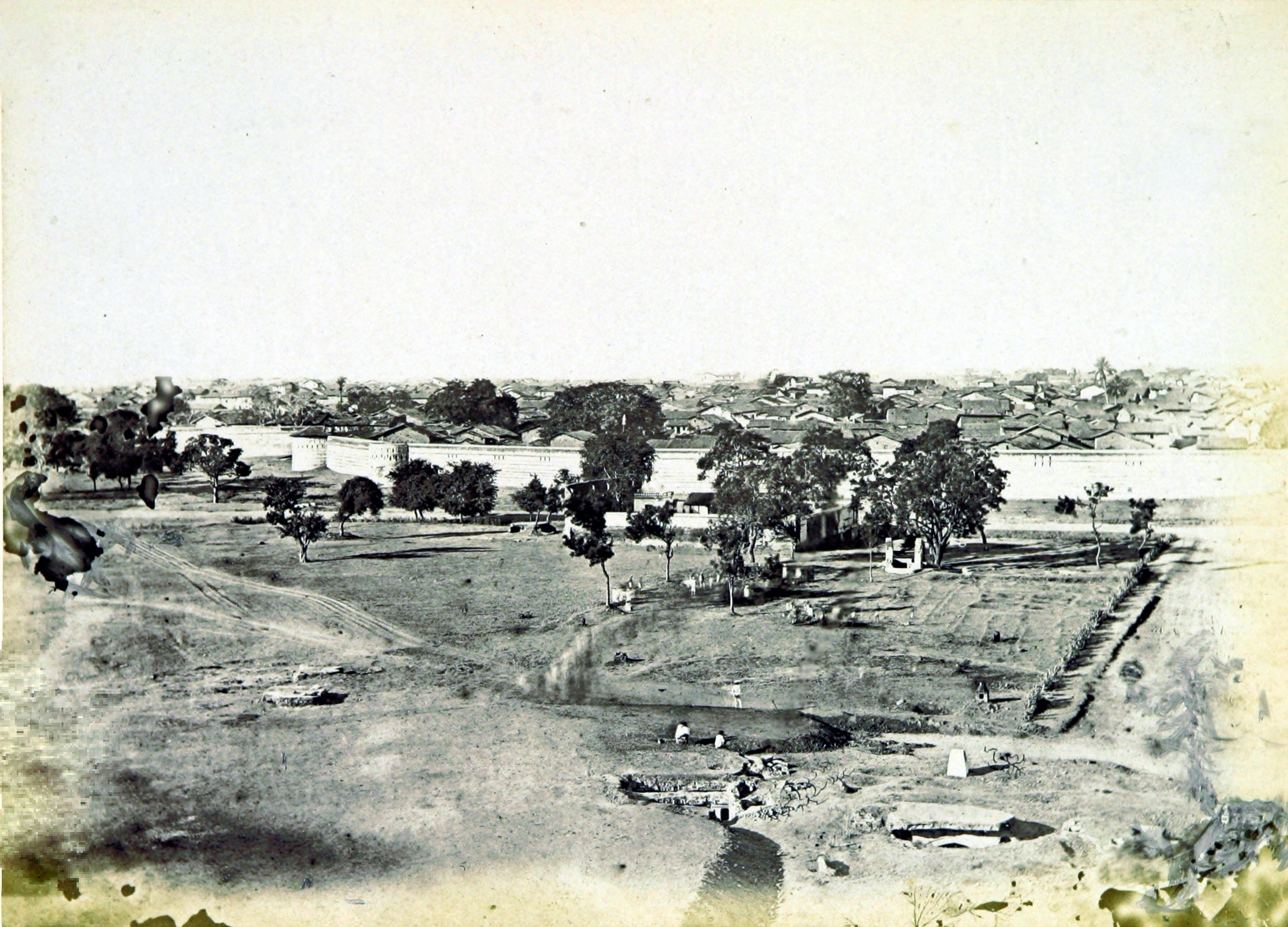
1866年のアフマダーバード古写真。城壁が見える。

## 気候
| アフマダーバードの気候                                                               | アフマダーバードの気候 | アフマダーバードの気候 | アフマダーバードの気候 | アフマダーバードの気候 | アフマダーバードの気候 | アフマダーバードの気候 | アフマダーバードの気候 | アフマダーバードの気候 | アフマダーバードの気候 | アフマダーバードの気候 | アフマダーバードの気候 | アフマダーバードの気候 | アフマダーバードの気候 |
| 月                                                                                   | 1月                    | 2月                    | 3月                    | 4月                    | 5月                    | 6月                    | 7月                    | 8月                    | 9月                    | 10月                   | 11月                   | 12月                   | 年                     |
| ------------------------------------------------------------------------------------ | ---------------------- | ---------------------- | ---------------------- | ---------------------- | ---------------------- | ---------------------- | ---------------------- | ---------------------- | ---------------------- | ---------------------- | ---------------------- | ---------------------- | ---------------------- |
| 最高気温記録 °C （°F）                                                               | 36.1 (97)              | 40.6 (105.1)           | 43.9 (111)             | 46.2 (115.2)           | 47.8 (118)             | 47.2 (117)             | 42.2 (108)             | 40.4 (104.7)           | 41.7 (107.1)           | 42.8 (109)             | 38.9 (102)             | 35.6 (96.1)            | 47.8 (118)             |
| 平均最高気温 °C （°F）                                                               | 28.3 (82.9)            | 30.4 (86.7)            | 35.6 (96.1)            | 39.8 (103.6)           | 41.5 (106.7)           | 38.4 (101.1)           | 33.4 (92.1)            | 31.8 (89.2)            | 34.0 (93.2)            | 35.8 (96.4)            | 32.8 (91)              | 29.3 (84.7)            | 34.3 (93.7)            |
| 日平均気温 °C （°F）                                                                 | 20.1 (68.2)            | 22.2 (72)              | 27.3 (81.1)            | 31.7 (89.1)            | 33.9 (93)              | 32.8 (91)              | 29.5 (85.1)            | 28.2 (82.8)            | 29.1 (84.4)            | 28.5 (83.3)            | 24.7 (76.5)            | 21.3 (70.3)            | 27.4 (81.3)            |
| 平均最低気温 °C （°F）                                                               | 11.8 (53.2)            | 13.9 (57)              | 18.9 (66)              | 23.7 (74.7)            | 26.2 (79.2)            | 27.2 (81)              | 25.6 (78.1)            | 24.6 (76.3)            | 24.2 (75.6)            | 21.1 (70)              | 16.6 (61.9)            | 13.2 (55.8)            | 20.6 (69.1)            |
| 最低気温記録 °C （°F）                                                               | 3.3 (37.9)             | 2.2 (36)               | 9.4 (48.9)             | 12.8 (55)              | 19.1 (66.4)            | 19.4 (66.9)            | 20.4 (68.7)            | 21.2 (70.2)            | 17.2 (63)              | 12.6 (54.7)            | 8.3 (46.9)             | 3.6 (38.5)             | 2.2 (36)               |
| 雨量 mm （inch）                                                                     | 2.2 (0.087)            | 1.2 (0.047)            | 1.1 (0.043)            | 1.9 (0.075)            | 9.1 (0.358)            | 97.4 (3.835)           | 309.8 (12.197)         | 213.8 (8.417)          | 126.6 (4.984)          | 13.5 (0.531)           | 6.1 (0.24)             | 1.7 (0.067)            | 784.4 (30.882)         |
| 平均降雨日数 （≥1.0 mm）                                                             | 0.3                    | 0.3                    | 0.1                    | 0.3                    | 0.9                    | 4.8                    | 13.6                   | 15.0                   | 5.8                    | 1.1                    | 1.1                    | 0.3                    | 43.6                   |
| % 湿度                                                                               | 49                     | 43                     | 37                     | 41                     | 47                     | 62                     | 77                     | 81                     | 71                     | 53                     | 48                     | 50                     | 55                     |
| 平均月間日照時間                                                                     | 287.3                  | 274.3                  | 277.5                  | 297.2                  | 329.6                  | 238.3                  | 130.1                  | 111.4                  | 220.6                  | 290.7                  | 274.1                  | 288.6                  | 3,019.7                |
| 出典1：NOAA (1971–1990), World Meteorological Organization (precipitation 1901–2000) |                        |                        |                        |                        |                        |                        |                        |                        |                        |                        |                        |                        |                        |
| 出典2：India Meteorological Department (records)                                     |                        |                        |                        |                        |                        |                        |                        |                        |                        |                        |                        |                        |                        |

## 世界遺産
2017年の第41回世界遺産委員会で登録された。

### 登録基準
この世界遺産は世界遺産登録基準のうち、以下の条件を満たし、登録された（以下の基準は世界遺産センター公表の登録基準からの翻訳、引用である）。
- (2) ある期間を通じてまたはある文化圏において、建築、技術、記念碑的芸術、都市計画、景観デザインの発展に関し、人類の価値の重要な交流を示すもの。
- (5) ある文化（または複数の文化）を代表する伝統的集落、あるいは陸上ないし海上利用の際立った例。もしくは特に不可逆的な変化の中で存続が危ぶまれている人と環境の関わりあいの際立った例。

## 交通
- アフマダーバード駅（英語版）
- アフマダーバード地下鉄（英語版） - 2019年開通。2路線が運行。
- サルダール・ヴァッラブバーイー・パテール国際空港

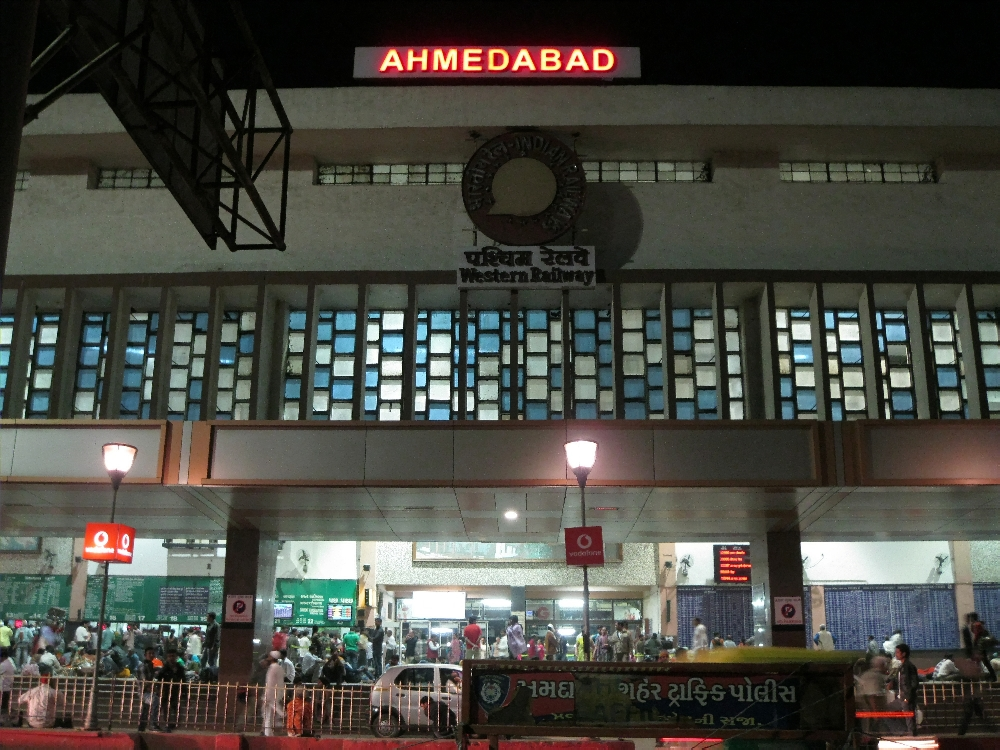
アフマダーバード駅
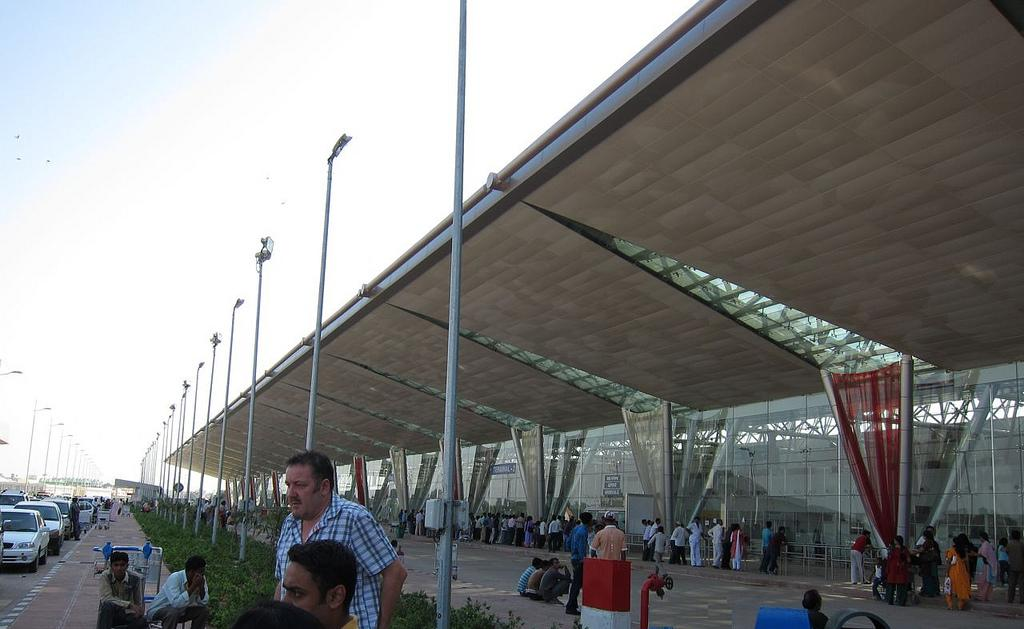
アフマダーバード空港
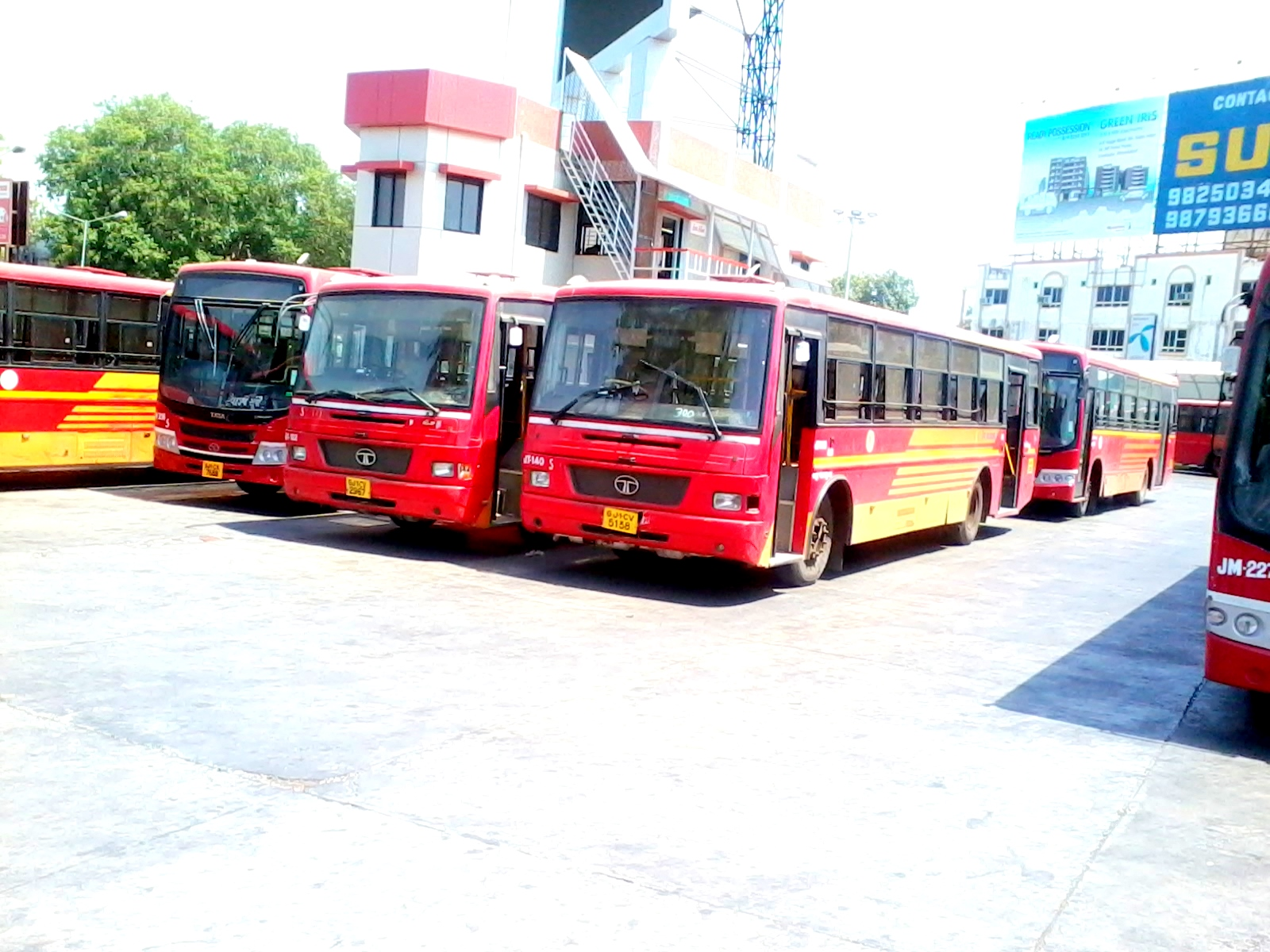
市バス・サービス

## スポーツ

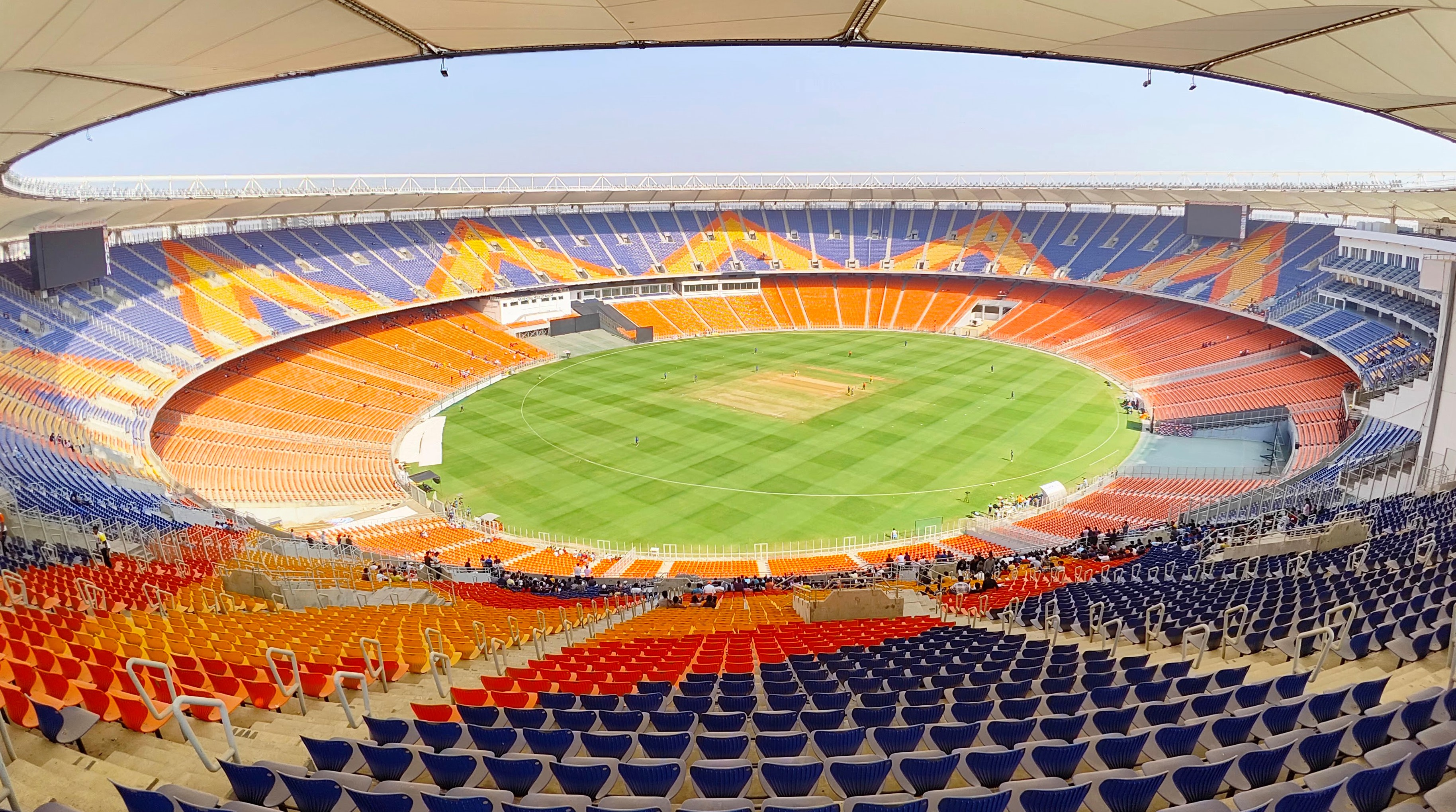
収容人数13万2000人のナレンドラ・モディ・スタジアム

クリケットが最も人気のあるスポーツとなっている。最も象徴的な現代エンターテイメントとも言われ、ボリウッド映画より人気が高いと評される。2021年にはトゥエンティ20形式のプロリーグであるインディアン・プレミアリーグ（IPL）所属のグジャラート・タイタンズが創設された。タイタンズは2022年シーズンで初優勝をしている。ホームスタジアムは収容人数13万2000人のナレンドラ・モディ・スタジアムである。過去には1987年、1996年、2011年のクリケット・ワールドカップの会場として使用された他、2023年にも決勝などで使用される予定である。このスタジアムは2023年現在、収容人数が世界最多のスタジアムとなっている。第18代インド首相のナレンドラ・モディが2009年から2014年までグジャラート・クリケット協会の代表を務めたことから、彼の名前がスタジアム名として名付けられた。2023年には女子プロクリケットリーグの女子プレミアリーグ（WPL）が開幕し、アフマダーバードを本拠地とするクジャラート・ジャイアンツが所属している。

## 画像

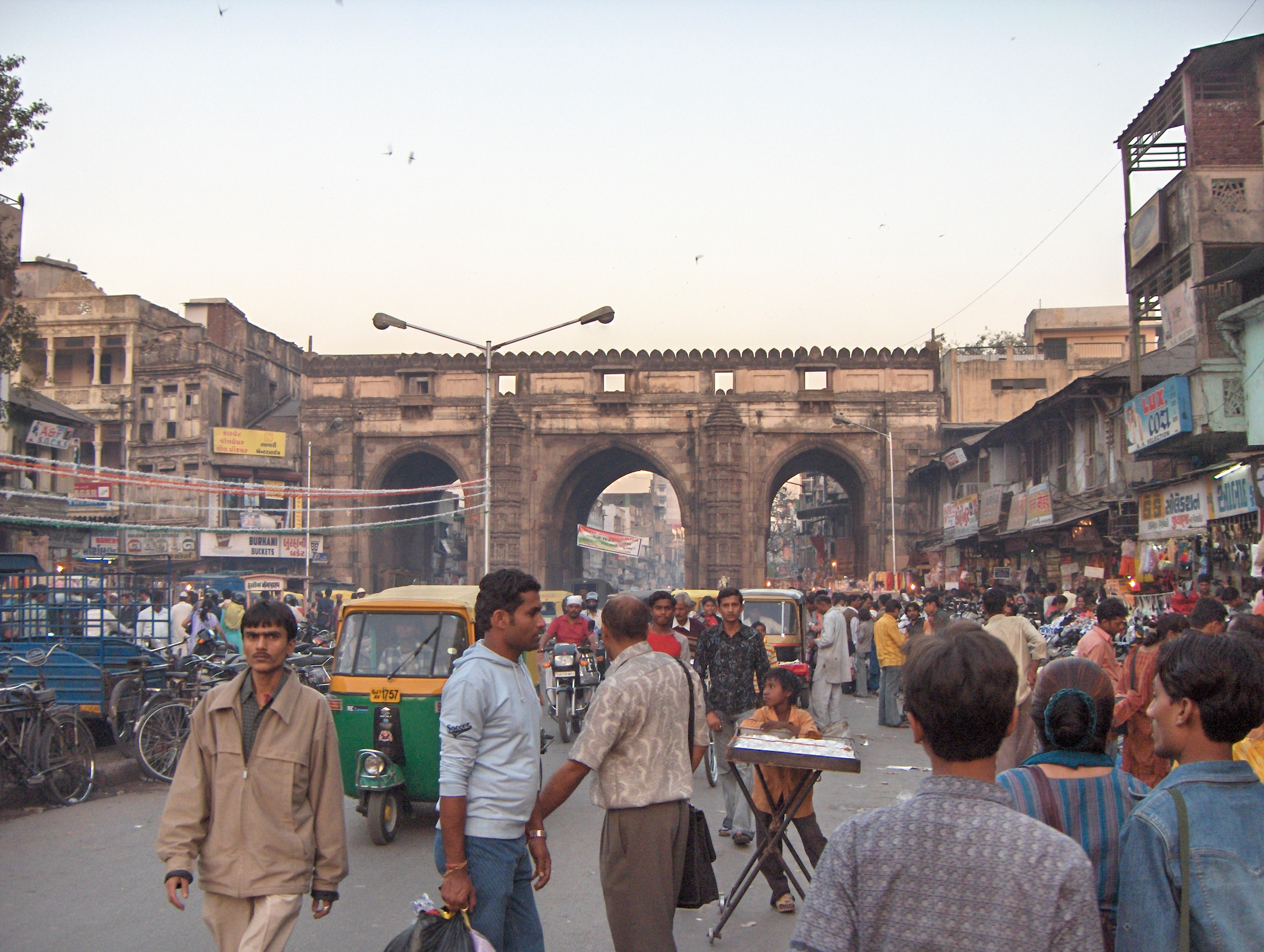
ティン・ダルワージャ（３連の門）バドラ城
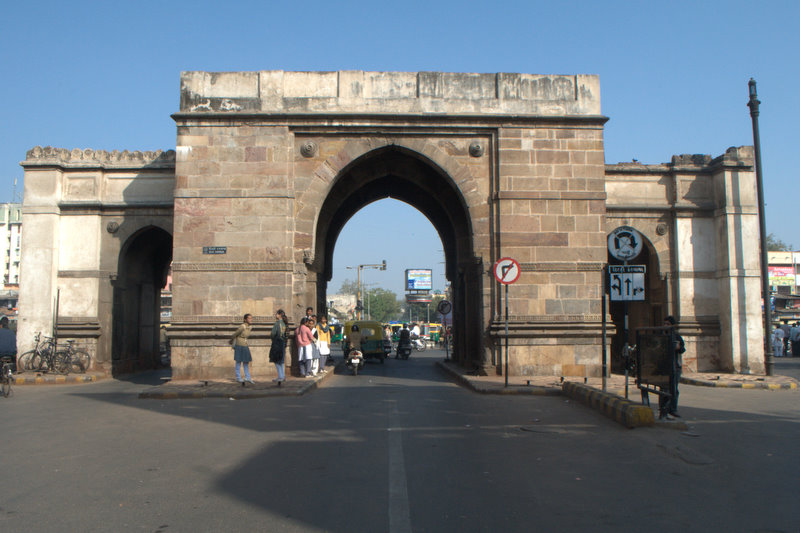
デリー・ダルワージャバドラ城
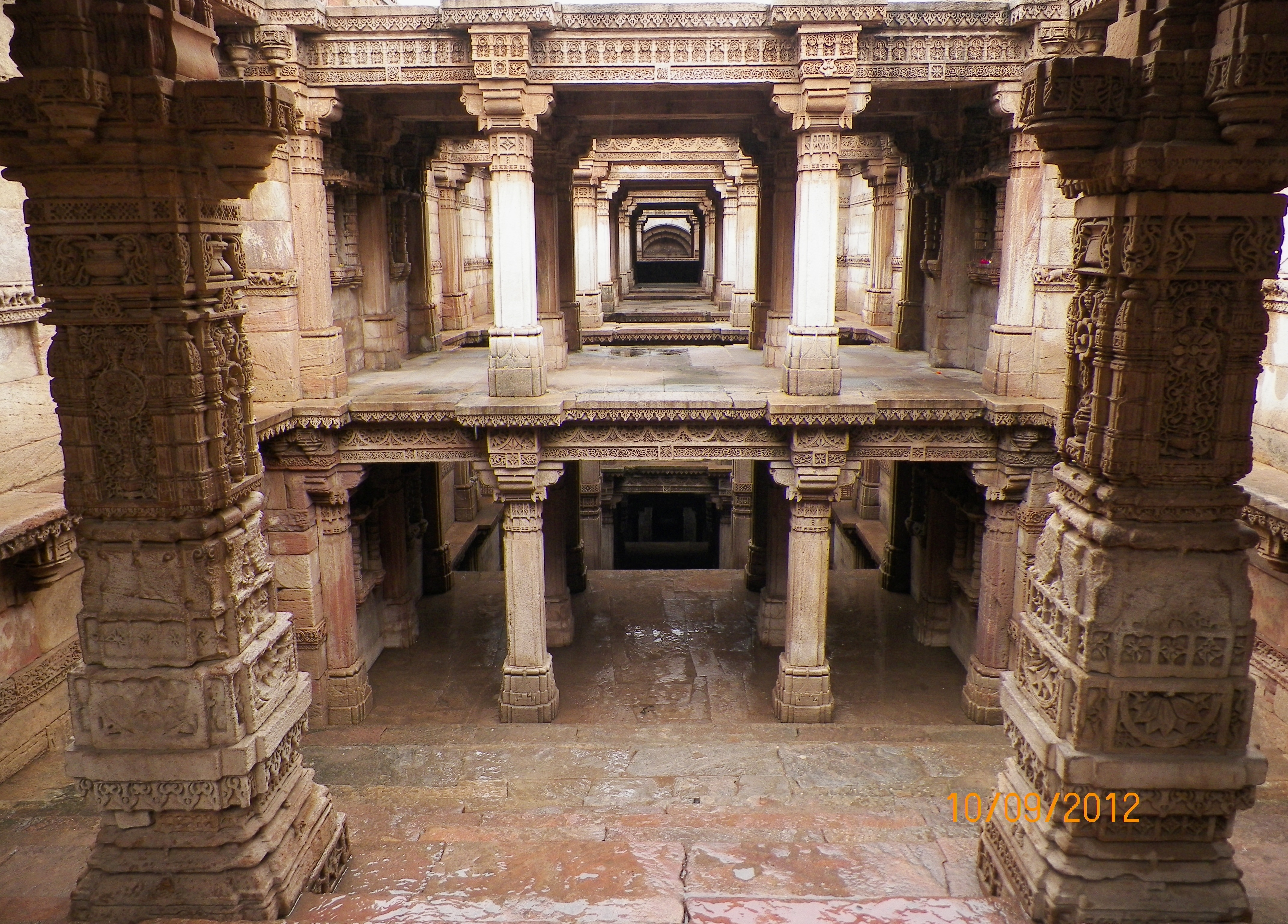
アダーラジの階段井戸
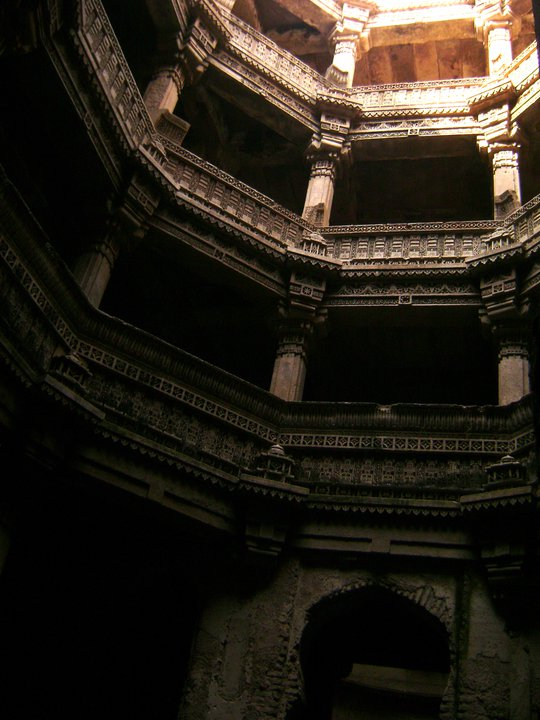
アダーラジの階段井戸
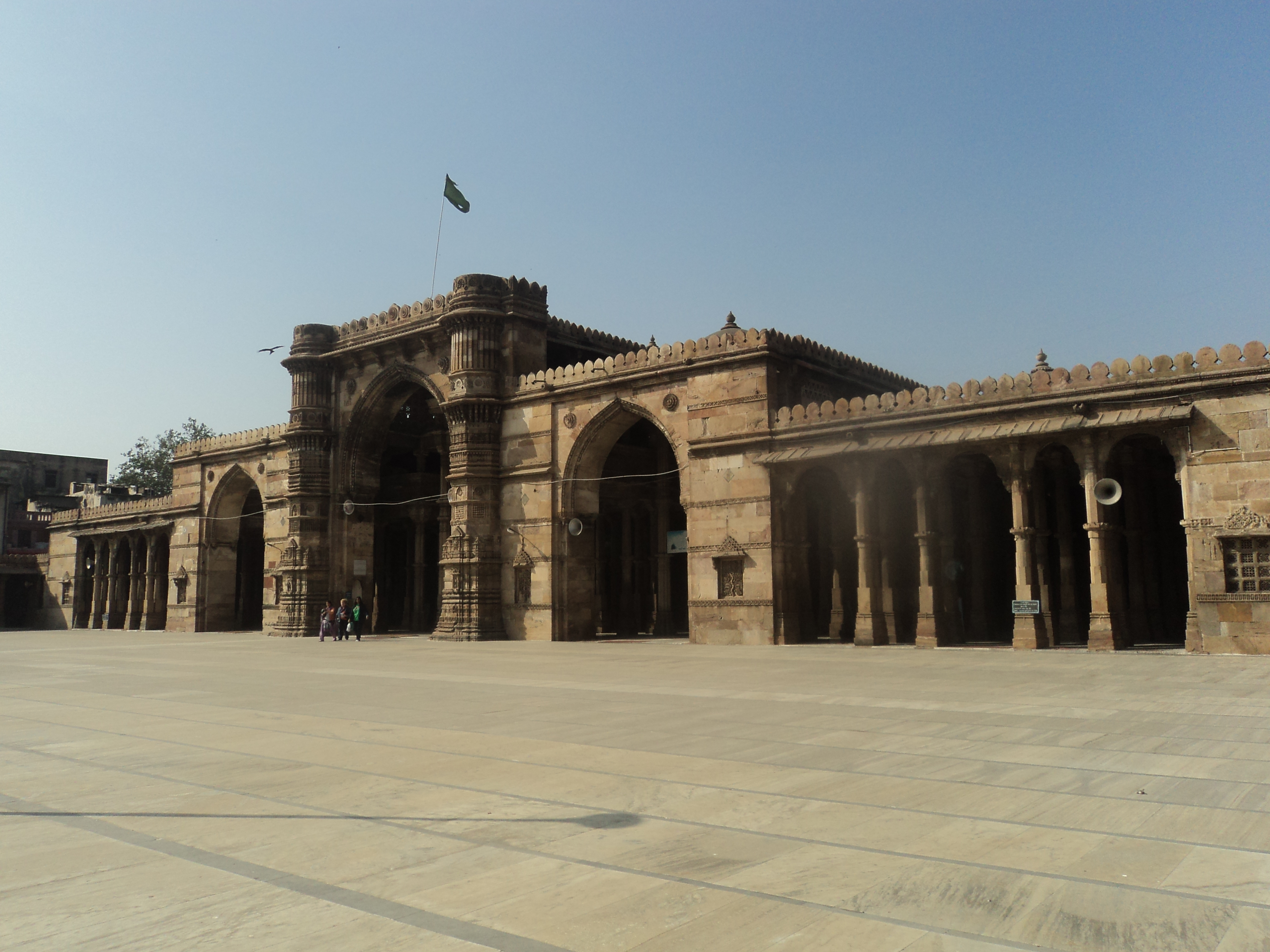
ジャーマー・マスジッド（金曜モスク）
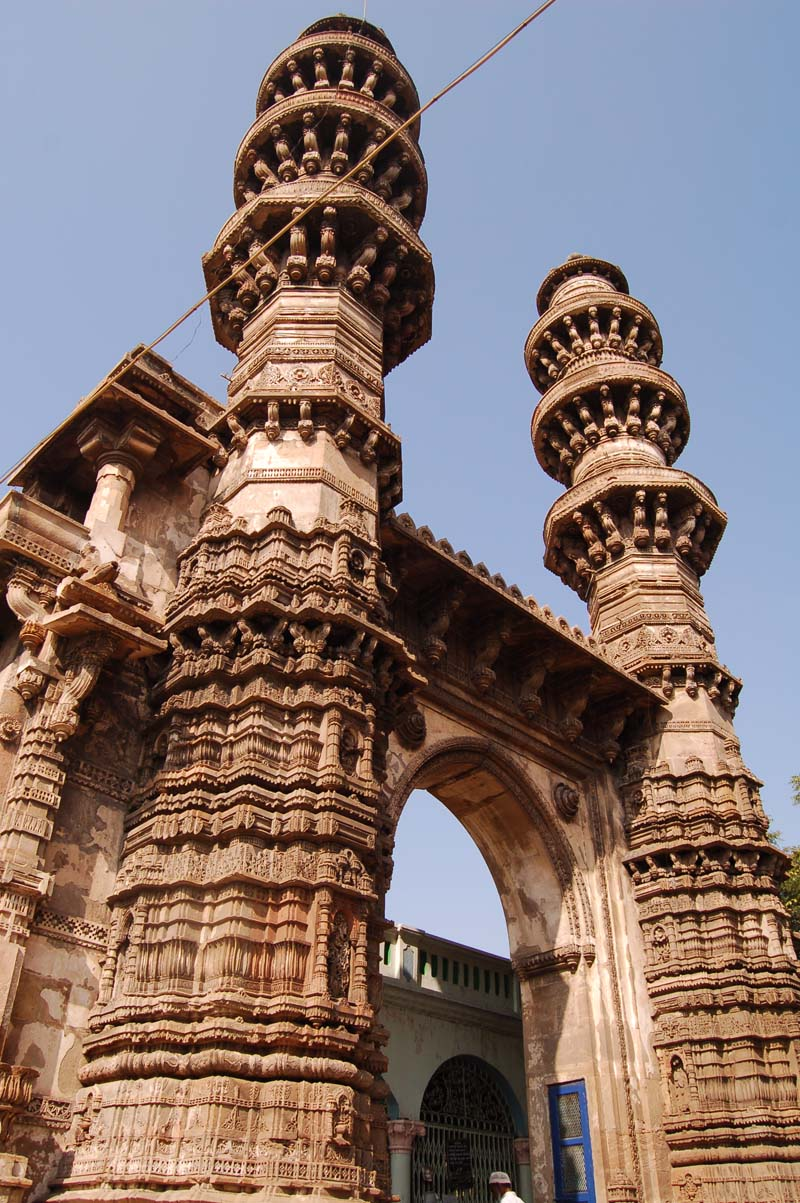
、シディ・バシール・モスク
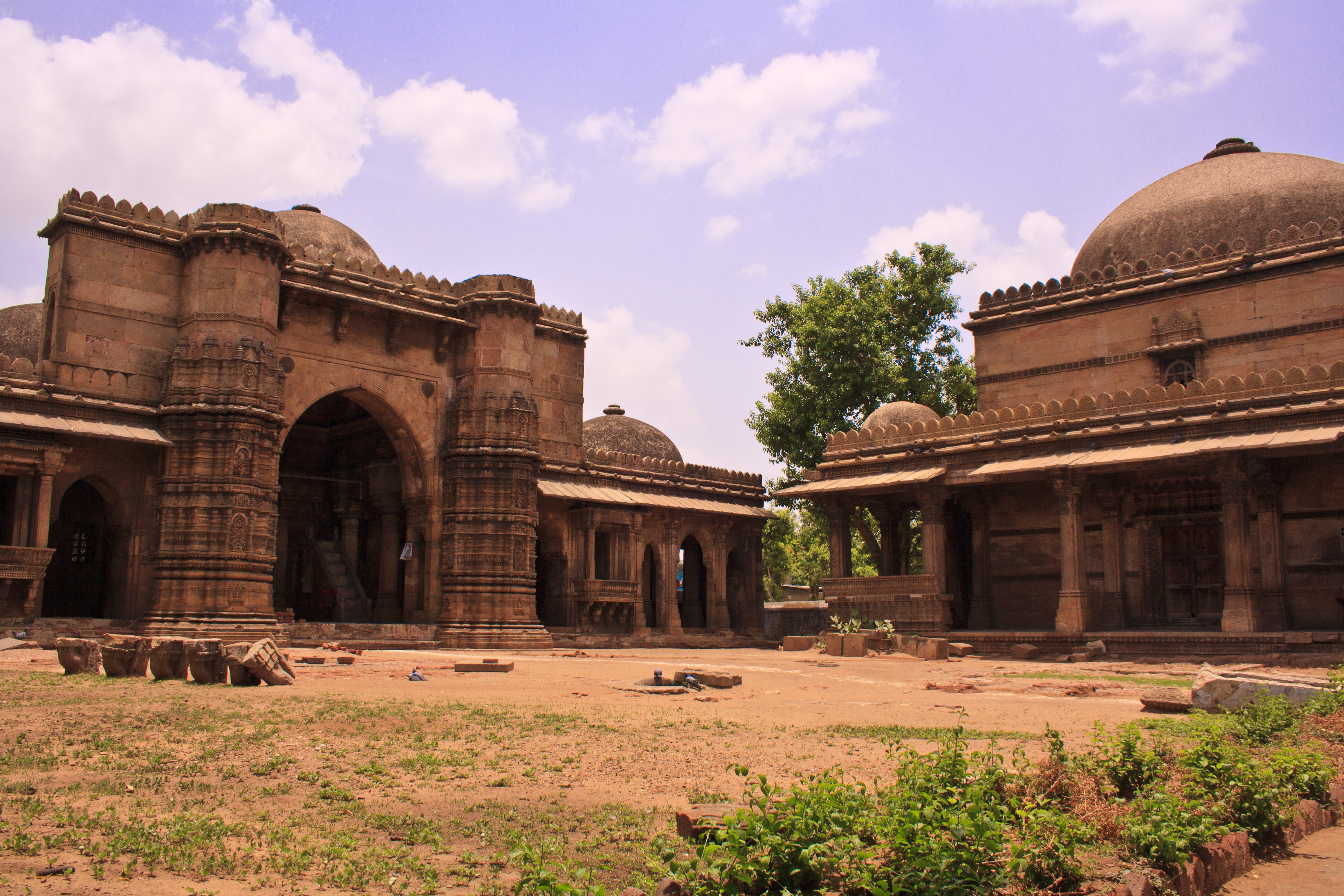
ダーダーハリーのモスクと墓標
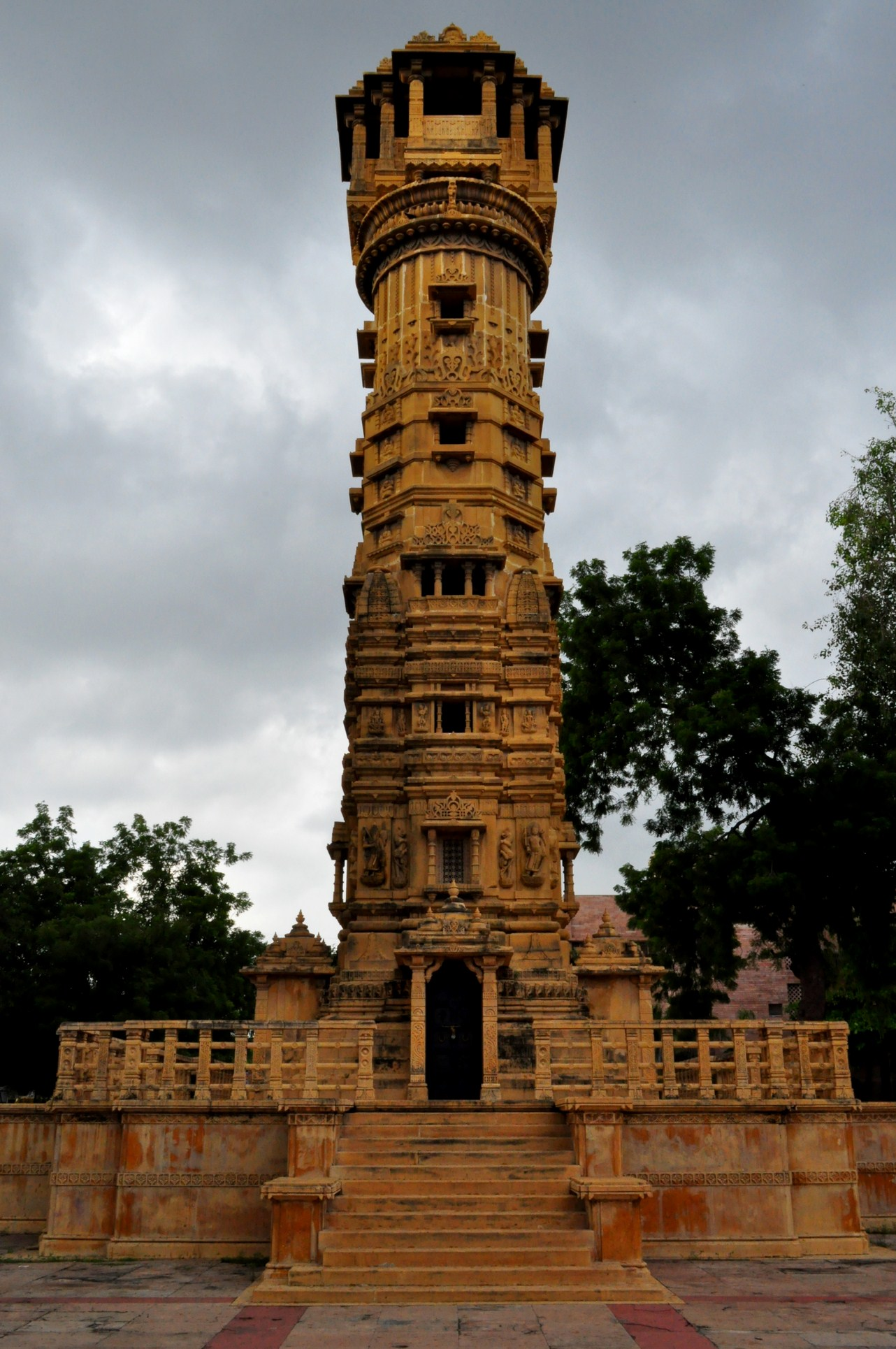
砂岩の塔ハティーシン·ジャイナ教寺院
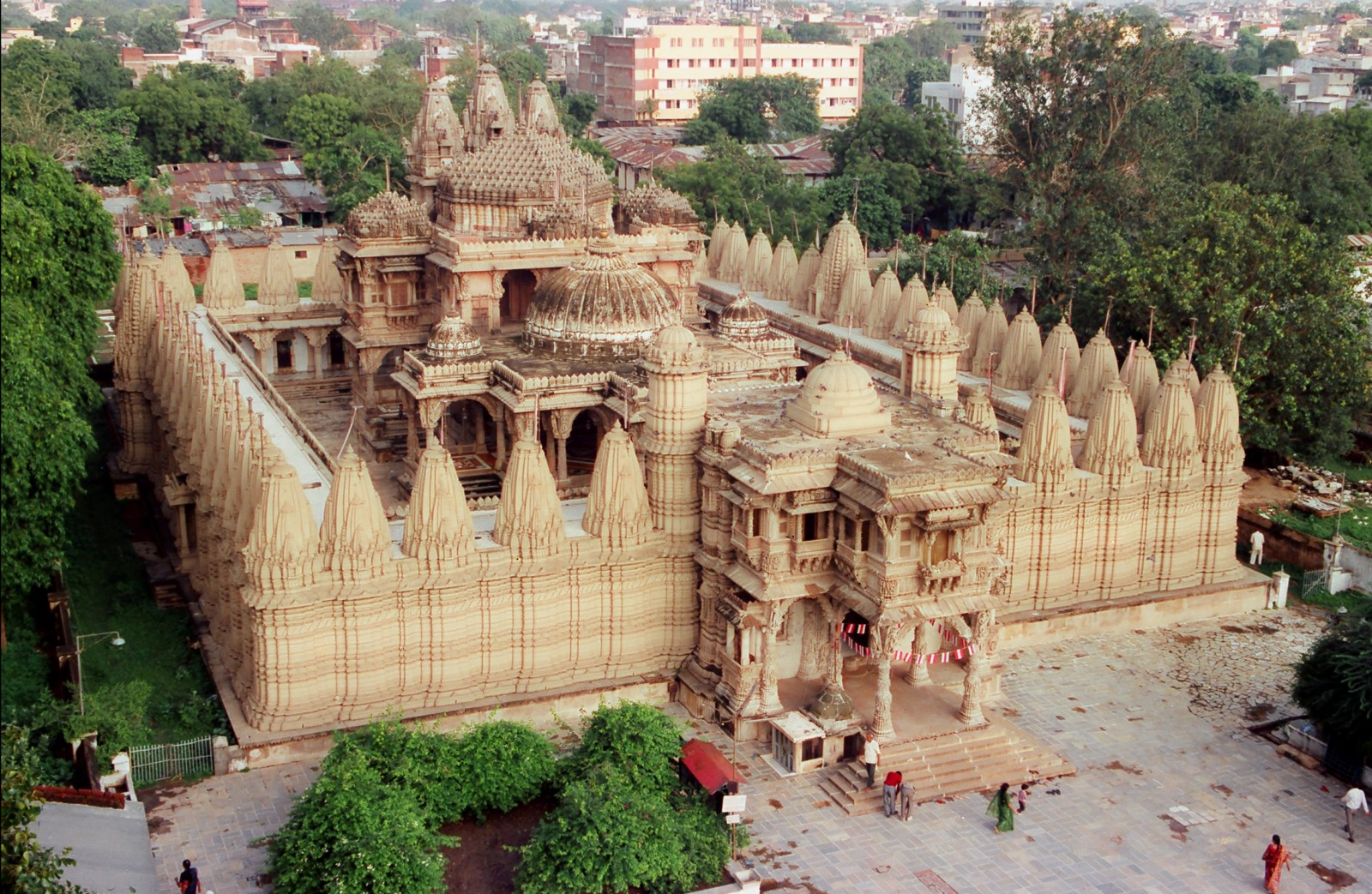
ハティーシン·ジャイナ教寺院
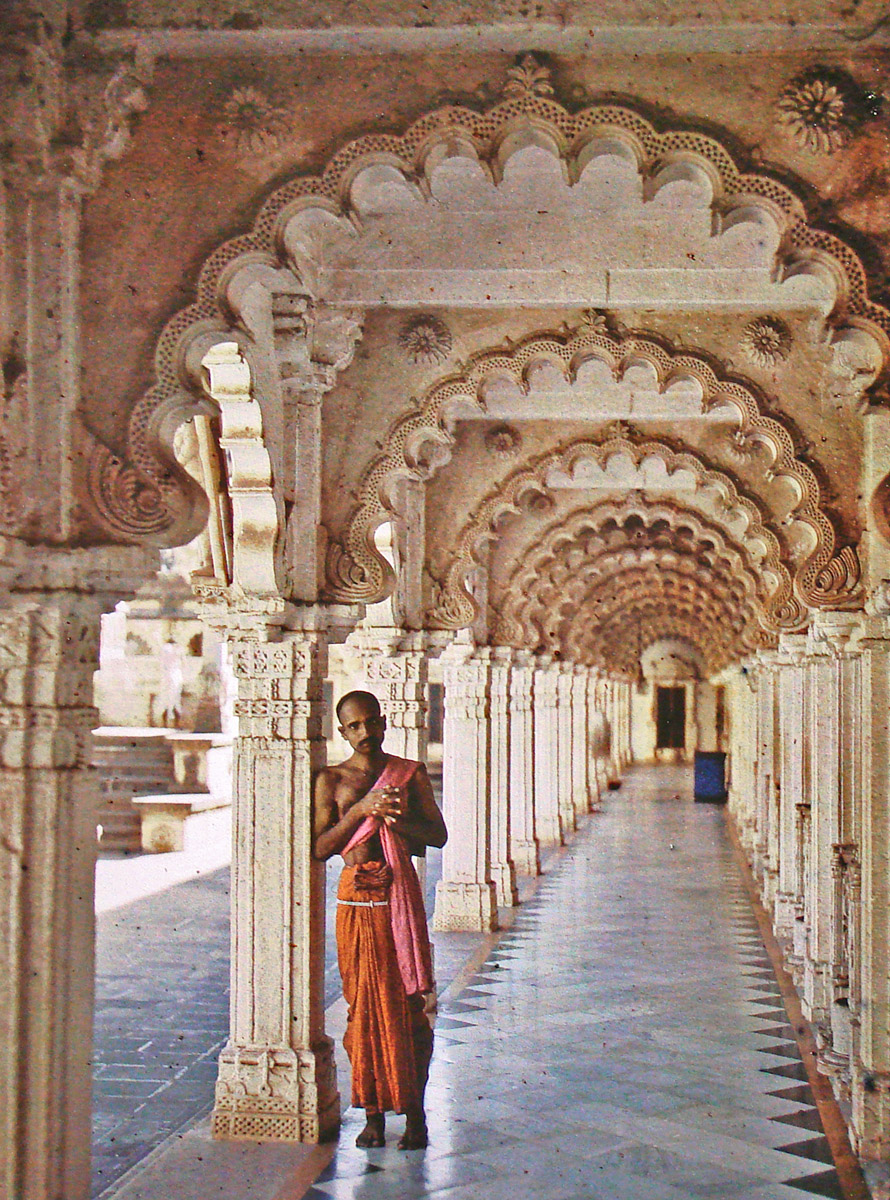
同寺院の司祭
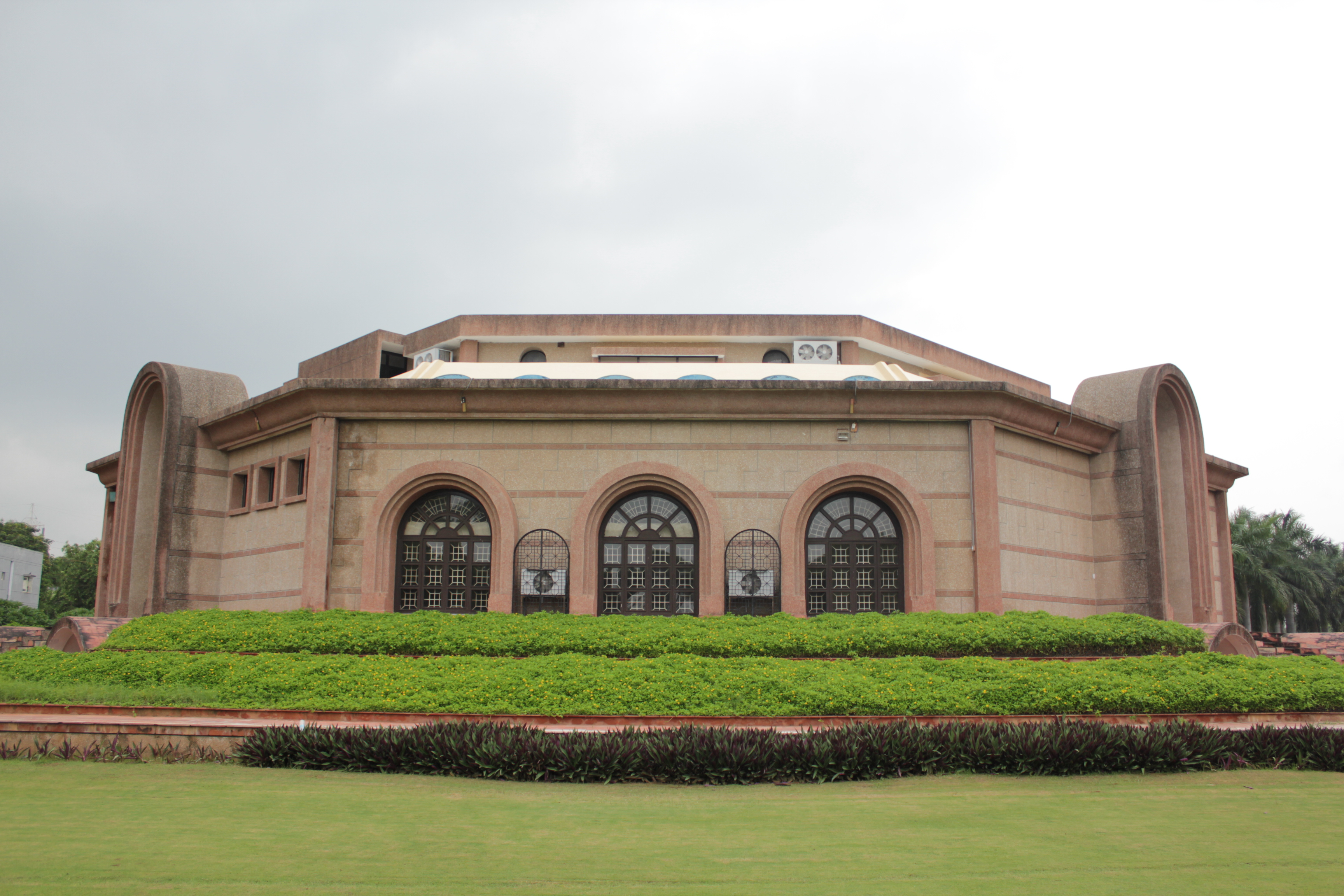
ヴァッラブバーイー・パテール記念館
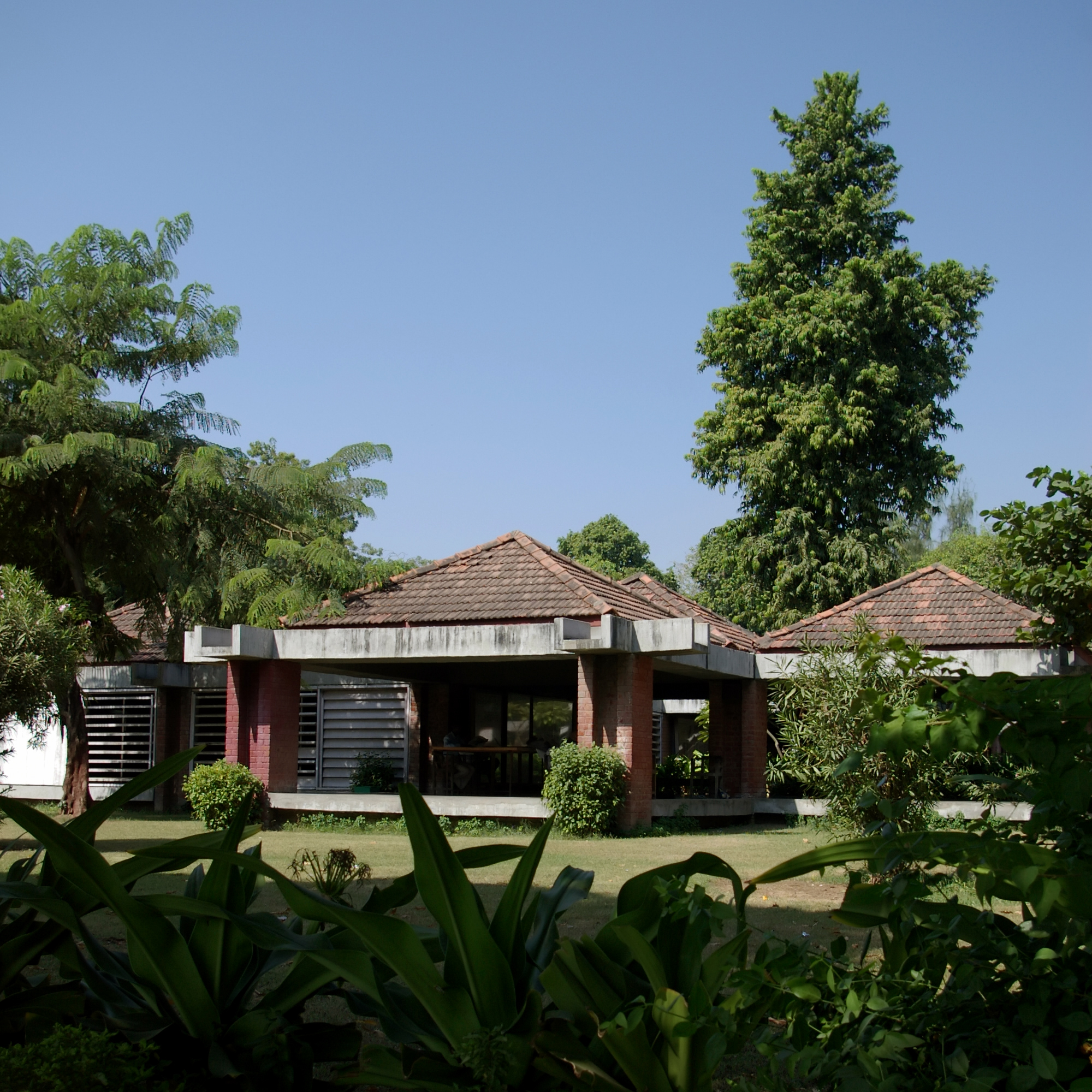
サーバルマティー・アーシュラム（マハトマ・ガンジーが活動拠点）
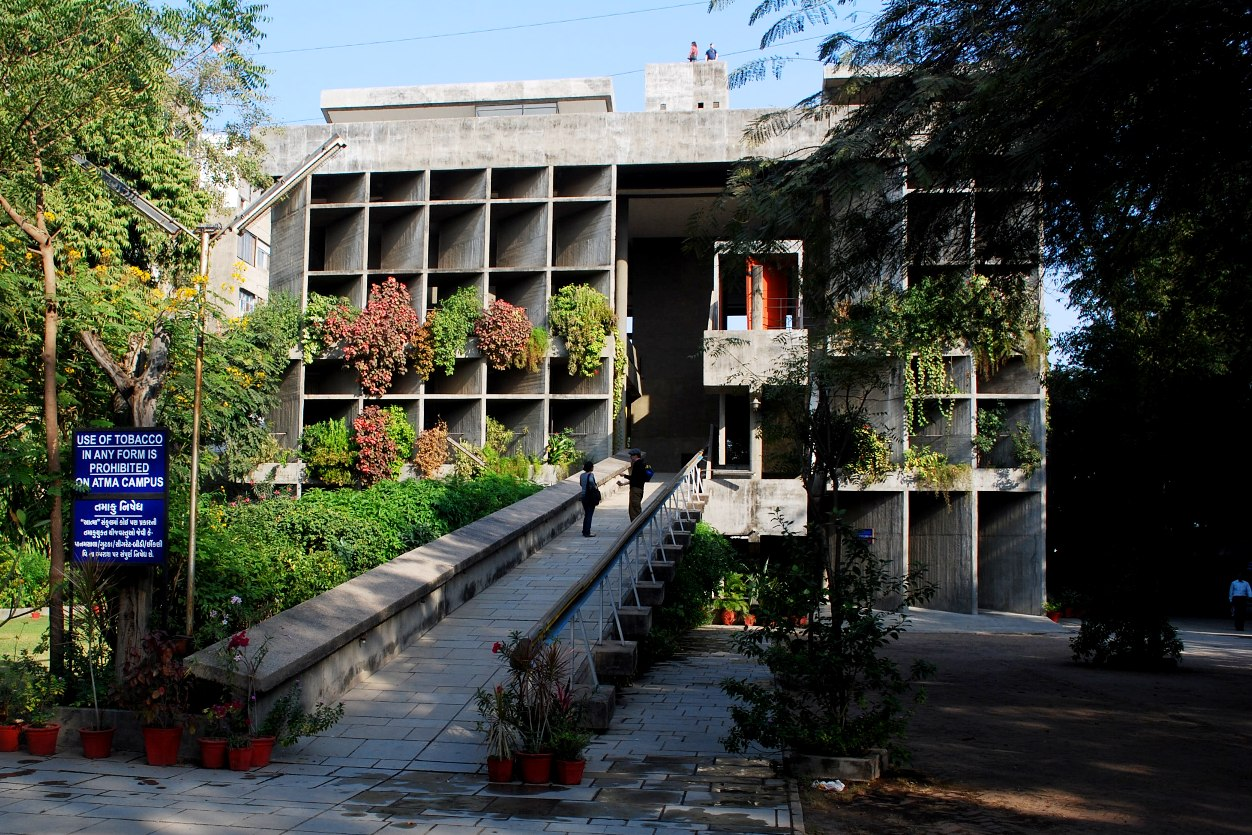
繊維業会館
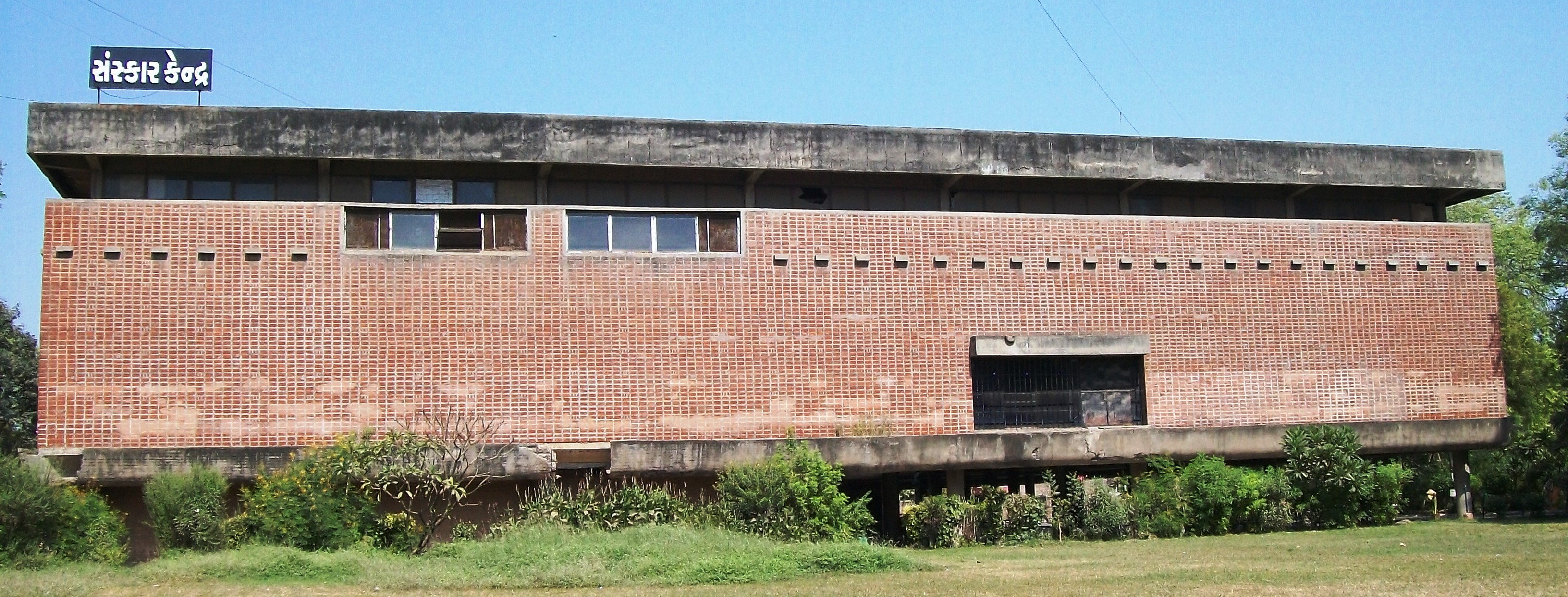
サンスカル・ケンドラ美術館
インド経営大学(IIMA)